# Carvalho de Rei
Carvalho de Rei ist ein Ort und eine ehemalige Gemeinde im Nordwesten Portugals.
Carvalho de Rei gehört zum Kreis Amarante im Distrikt Porto. Die Gemeinde hatte eine Fläche von 7,3 km² und hat 183 Einwohner (Stand 30. Juni 2011).

Lage der ehemaligen Gemeinde im Kreis Amarante bis September 2013

Am 29. September 2013 wurden die Gemeinden Carvalho de Rei, Bustelo und Carneiro zur neuen Gemeinde União das Freguesias de Bustelo, Carneiro e Carvalho de Rei zusammengefasst.